# Maria Mena
Maria Viktoria Mena, född Maria Mena, 19 februari 1986 i Oslo, är en norsk popsångare och låtskrivare. Som 10-åring fick hon namnet Viktoria efter sin gammelmormor.

## Biografi
Maria Mena är uppvuxen i Oslo med musikaliskt familjepåbrå genom fadern, den amerikanske trumslagaren Charles Mena. Både hon och hennes yngre bror Tony har fått sina namn efter huvudrollerna i musikalen West Side Story. Då hon var nio år skildes föräldrarna, och vid 12 års ålder flyttade hon till sin far och började efterhand skriva egna sånger som tröst, däribland "My Lullaby", som handlar om föräldrarnas skilsmässa, och som blev hennes första offentliga framgång med första albumet, Another Phase 2002. Albumet sålde i över 40 000 exemplar, och blev nominerad till tre Spellemannpriser.
Mena är känd för sina personliga texter. Singeln "You`re the only one", från albumet Mellow (2004), gick rätt in på den amerikanska Billboard-listan, och sommaren 2004 uppträdde hon på David Lettermanns show i New York.
Albumet Apparently Unaffected (2005) sålde över 250 000 exemplar i Europa. Därefter har hon haft framgångar i många länder, bland annat år 2006 med låten "Just Hold Me" och 2008 med låtarna "All This Time" och "Belly up".
Så kom albumet Cause and Effect (2008), som gick rätt in på åttonde plats i Holland, medan försäljningstalen passerade 100 000 i Tyskland. År 2011 kom albumet Viktoria.
Bland andra uppmärksammade låtar finns "I Miss You Love" och 2013 "Fuck you", om nätmobbning. Hennes dittills största norska framgång blev julsången "Home For Christmas" 2010.
Mena har också uppträtt i bland annat The Tonight Show With Jay Leno och räknas som en av de främsta norska artisterna. Hon har blivit nominerad till Spellemannprisen sju gånger, och fått priset 2009 för årets kvinnliga artist.

## Privatliv
Efter att ha varit tillsammans sedan 2005 gifte sig Mena med journalisten Eivind Sæther 2012. Två år senare tog dock äktenskapet slut, vilket ledde till en djup livskris för Mena och tankar på att övergå till att studera psykologi för att kunna vara till stöd för andra, vilket hon berättade om i SVT:s Skavlan hösten 2015. Genom drömupplevelser skrev hon under året därefter ett antal sånger i halvvaket, halvt medvetet tillstånd; dessa gavs ut i december 2015 som Growing Pains. Hiten "I Don`t Wanna See You With Her", kommer från albumet Growing Pains.

## Priser och utmärkelser
- 2008 – Spellemannprisen som Bästa kvinnliga artist för albumet Cause and Effect.
- 2012 – Edvard-prisen för albumet Viktoria.

## Diskografi
- Another Phase (2002)
- Mellow (2004)
- White Turns Blue (2004)
- Apparently Unaffected (2005)
- Cause and Effect (2008)
- Viktoria (2011)
- Weapon in Mind (2013)
- Growing Pains (2015)

Singlar
- "My Lullaby" (2002)
- "Free" (2002)
- "Sleep to Dream" (2002)
- "Blame It on Me" (2002)
- "You're the Only One" (2004)
- "Just a Little Bit" (2004)
- "Miss You Love" (2005)
- "Just Hold Me" (2006)
- "Our Battles" (2007)
- "Nevermind Me" (2008)
- "Belly Up" (2008)
- "All This Time" (2008)
- "I'm In Love" (2009)

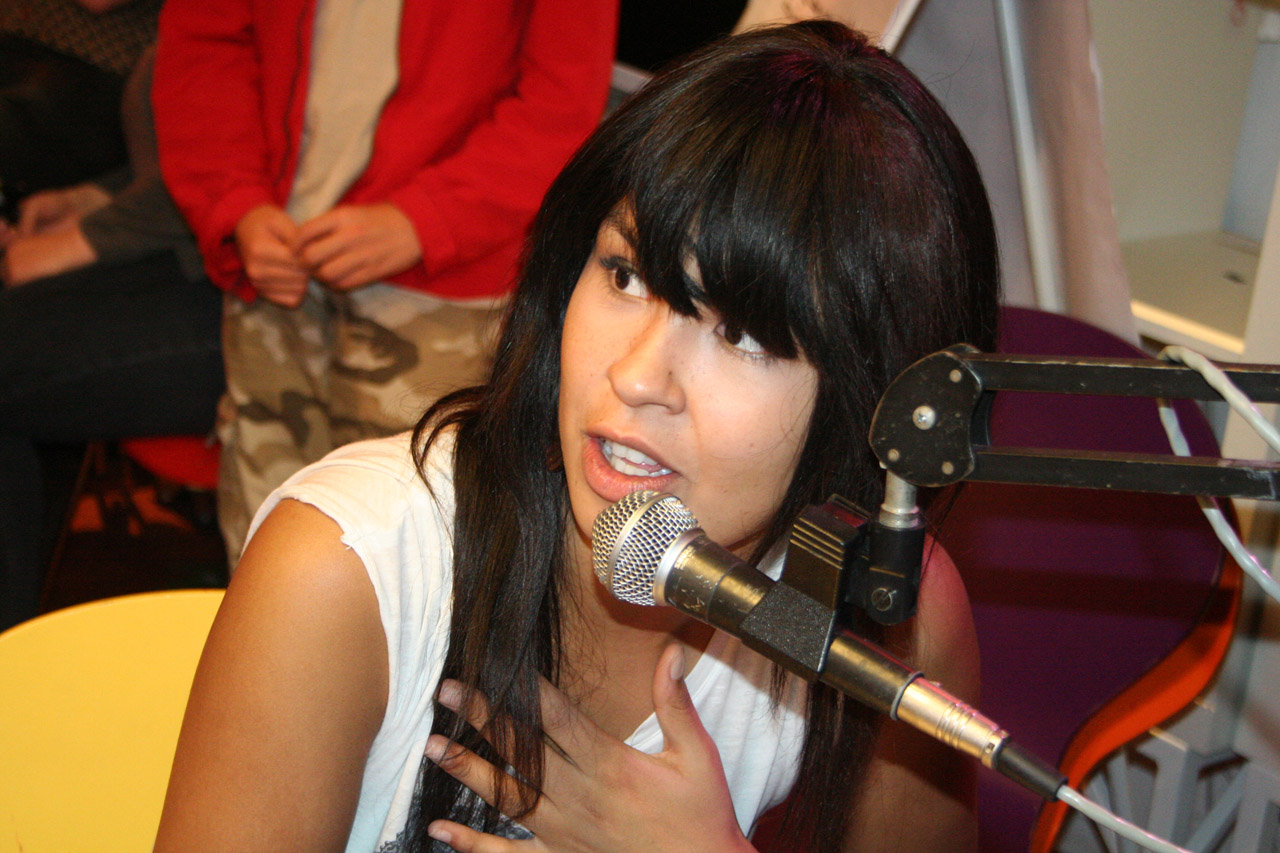
Maria Mena 2008.

- "Konfliktsky" (Jaa9 & OnklP med Maria Mena) (2009)
- "Wide Awake" (Sasha med Maria Mena) (2009)
- "Home for Christmas" (2010)
- "This Too Shall Pass" (2011)
- It took me by surprise (2011)
- "Homeless" (2011)
- "Viktoria" (2012)
- "Bonus: Påfugl m/ Maria Mena" (Karpe Diem med Maria Mena) (2012)
- "Fuck You" (2013)
- "Colder" (LidoLido med Maria Mena & Bun B) (2013)
- "I Always Liked That" (2013)
- "I Don't Wanna See You With Her" (2015)
- "Leaving You" (2016)